# Friedrich List
Georg Friedrich List (Reutlingen, Württemberg, 6 d'agost de 1789 - 30 de novembre de 1846) fou un destacat economista alemany del segle xix que desenvolupà el Sistema Nacional o el que alguns avui anomenarien Sistema d'Innovació Nacional. Fou un antecessor de l'escola historicista alemanya d'economia, i considerat el teòric original de la unió europea les idees del qual foren la base de la Comunitat Econòmica Europea.

## Biografia
Nasqué a Reutlingen, Württemberg. Fill d'un pròsper curtidor, no volgué continuar la feina del seu pare. Va treballar en el servei públic, i cap a 1816 esdevé subsecretari ministerial. En 1817 va ser designat professor d'administració i política en la Universitat de Tübingen, però la caiguda del ministeri el 1819 l'obliga a renunciar. Com a diputat de la cambra de Württemberg, va advocar activament per reformes administratives. Finalment va ser expulsat de la cambra i l'abril de 1822 va ser sentenciat a deu mesos de presó amb treballs forçats a la fortalesa d'Asperg. Va escapar a Alsàcia, i després de visitar França i Anglaterra va tornar en 1824 a acabar la seva sentència, i va ser alliberat sota paraula d'emigrar als Estats Units. Allí va residir de 1825 a 1832, primer dedicant-se a l'agricultura i després al periodisme.
Va ser als Estats Units on va obtenir la inspiració, a partir de l'estudi del treball d'Alexander Hamilton, que el va portar a l'economia i a les seves visions englobades en l'anomenat Sistema Nacional, que posteriorment realitzà en el Sistema Americà de Henry Clay. La seva independència econòmica va venir donada pel descobriment de jaciments de carbó a terres que havia adquirit, i va ser cònsol dels Estats Units a Leipzig el 1832. Va advocar amb fermesa per l'extensió del sistema de ferrocarrils a Alemanya, i l'establiment del Zollverein, que va unificar econòmicament Alemanya, va ser aconseguit en gran manera gràcies al seu entusiasme. El 1841 li van oferir el càrrec d'editor del Rheinische Zeitung, un nou diari liberal que s'estava establint a Colònia. Però va declinar per problemes de salut i el seu lloc l'ocupà Karl Marx. Els seus darrers anys foren força dissortats; perdé moltes de les propietats als Estats Units per la crisi financera, restà invàlid per una malaltia i es va suïcidar el 30 de novembre de 1846.

## Influències
Les conclusions pràctiques de List van ser diferents a les d'Adam Müller (1779-1829) que també s'oposava a Adam Smith. Va estar molt influït per Alexander Hamilton i l'Escola Americana basada en els principis econòmics de Hamilton, incloent-hi Daniel Raymond, i les seves crítiques a la doctrina d'Adam Smith. Es va oposar al principi cosmopolita del sistema econòmic de l'època i la doctrina absoluta de lliure comerç que estava en harmonia amb aquest principi, i com a alternativa va desenvolupar l'argument de la indústria naixent exposat per Hamilton i Raymond. Va ressaltar la idea nacional i va insistir en els requisits específics de cada nació d'acord amb les seves circumstàncies i, especialment, el seu grau de desenvolupament. Se li coneix per dubtar de la sinceritat de les trucades al lliure comerç dels països desenvolupats, en particular Gran Bretanya:
| « | Per a qualsevol nació que, per mitjà de mesures protectores i restriccions a la navegació, hagi elevat el seu poder industrial i la seva capacitat de transport marítim fins a tal grau de desenvolupament que cap altra nació pugui sostenir una lliure competència amb ella, gens serà més savi que eliminar aquesta escala per la qual va pujar a les altures i predicar a altres nacions els beneficis del lliure comerç, declarant en to penitent que sempre va estar equivocada vagant en la senda de la perdició, mentre que ara, per primera vegada, ha descobert la senda de la veritat. | » |

## Economia basada en les nacions

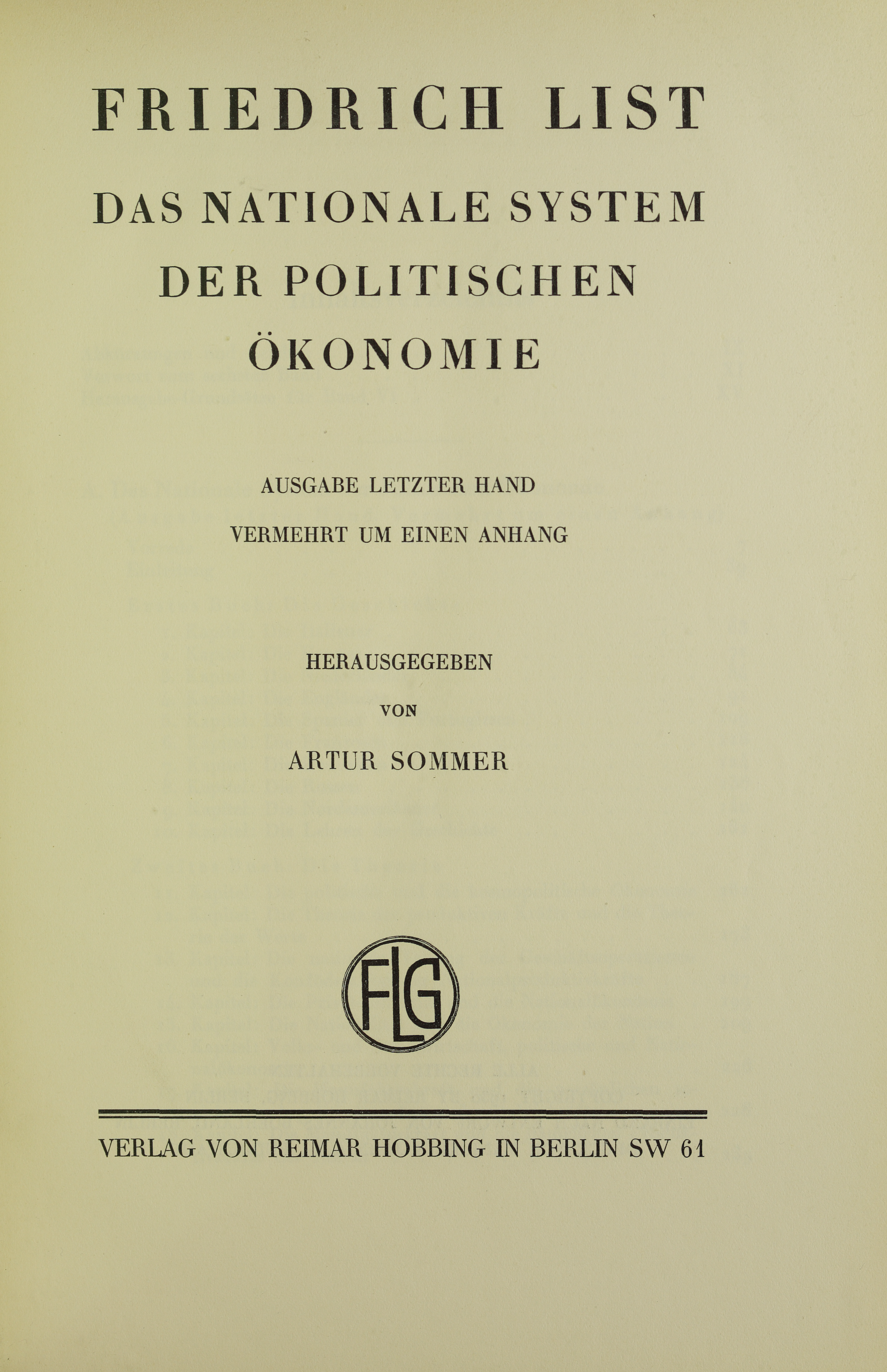
Das nationale System der politischen Ökonomie, 1930

La teoria d'economia nacional de List es diferenciava de les doctrines d'economia individual i economia cosmopolita d'Adam Smith i Jean-Baptiste Say. List compara el comportament econòmic d'un individu amb el d'una nació. Un individu promou només els seus propis interessos personals mentre que un estat promou el benestar de tots els seus ciutadans. Així:
- Un individu pot prosperar a partir de les activitats que perjudiquen els interessos d'una nació. «L'esclavitud pot ser una calamitat pública per a un país; no obstant això, a algunes persones els pot anar molt bé en l'exercici de la tracta d'esclaus i en la seva possessió».
- De la mateixa manera, activitats beneficioses per a la societat podrien lesionar els interessos de certs individus. «Els canals i els ferrocarrils poden fer molt bé a una nació, però tots els carreters es queixaran d'aquesta millora. Cada nou invent té algun inconvenient per a cert nombre d'individus i, no obstant això, ser una benedicció pública».

List argumentava que, encara que certa acció del govern era essencial per estimular l'economia, un excessiu entusiasme governamental podria fer més mal que bé. «És una mala política regular-ho tot i promoure-ho tot mitjançant l'ocupació de forces socials, quan hi ha coses que es poden regular millor per si mateixes i poden ser promocionades per l'esforç privat; però no és menys dolenta la política deixar al seu aire aquelles coses que únicament poden ser promoguda a través de la interferència del poder social».
A causa de la «unió universal» que les nacions tenen amb el seu poble, va afirmar que «d'aquesta unió política s'origina la seva unió comercial, i és a conseqüència de la pau perpètua així mantinguda que la unió comercial ha arribat a ser tan beneficiosa per a elles. ... Que el resultat d'un lliure comerç generalitzat no seria una república universal, sinó una submissió universal de les nacions menys avançades a les quals dominen en manufactura i en poder comercial i naval, és una conclusió basada en raons molt poderoses. ... Una república universal ..., és a dir, una unió de les nacions de la terra pel qual es reconeixen les mateixes condicions de dret entre elles i renuncien a l'autocompensació, només es pot aconseguir si un gran nombre de nacionalitats aconsegueixen el mateix grau que sigui possible d'indústria i civilització, refinament polític i poder. Només amb la formació gradual d'aquesta unió pot el lliure comerç ser desenvolupat; només com a resultat d'aquesta unió es poden atribuir a totes les nacions els mateixos avantatges que ara estan experimentant les províncies i estats que estan políticament units. El sistema de protecció, en la mesura en què constitueix l'únic mitjà de posar a les nacions que estan molt lluny de la civilització en igualtat de condicions que la nació predominant, sembla el mitjà més eficaç de fomentar la unió definitiva de les nacions, i per tant, de promoure la veritable llibertat de comerç.»
En la seva setena carta List va repetir la seva afirmació que els economistes haurien d'adonar-se que, atès que el gènere humà està dividit en estats independents, «una nació actuaria imprudentment tractant de promoure el benestar de tota la raça humana a costa de la seva força, benestar i independència particular. És un dictat de la llei d'autoconservació fer que els seus avanços particulars a poder i fortalesa siguin els primers principis de la seva política». Un país no hauria d'explicar el cost de la defensa del comerç exterior dels seus comerciants. I «els interessos manufacturers i agrícoles han de ser promoguts i protegits fins i tot per mitjà de sacrificis per a la majoria de les persones, si es pot demostrar que la nació mai adquiriria la perfecció necessària ... sense les mesures de protecció.»

## Desacords amb les idees d'Adam Smith
List va argumentar que els estadistes tenien dues responsabilitats: «una a la societat contemporània i una altra a les generacions futures». Normalment, la major part de l'atenció dels líders està ocupada per assumptes urgents, deixant poc temps per examinar els problemes del futur. Però quan un país hagi arribat a un punt d'inflexió en el seu desenvolupament, els seus dirigents es veuran obligats moralment a fer front a qüestions que afecten la propera generació. «En el llindar d'una nova fase en el desenvolupament del seu país, els estadistes han d'estar preparats per mirar a llarg termini, malgrat la necessitat d'abordar també les qüestions d'immediata urgència» La doctrina fonamental de List era que la veritable riquesa d'una nació és el ple i polifacètic desenvolupament de la seva força productiva, en comptes dels seus valors de canvi actuals. Per exemple, l'educació econòmica ha de ser més important que la producció immediata de valor, i pot ser que sigui just que una generació hagi de sacrificar el seu guany i profit per assegurar la força i habilitat en el futur. En condicions normals, un país econòmicament madur també ha de desenvolupar l'agricultura, la indústria i el comerç. Però els dos últims factors són més importants perquè influeixen millor en la cultura i independència de la nació. Aquests factors estaven especialment relacionats a la navegació, els ferrocarrils i l'alta tecnologia, mentre que un estat purament agrícola tendeix a estancar-se. No obstant això, List proclama, només els països de regions temperades eren adaptats per a fer créixer les formes superiors de la indústria. D'altra banda, les regions tropicals tenien un monopoli natural en la producció de certes matèries primeres. Per tant, va haver-hi una espontània divisió del treball i la confederació de poders entre aquests dos grups de països.
List sostenia que el sistema econòmic de Smith no és un sistema industrial, sinó un sistema mercantil, i l'anomenà «el sistema de valor de canvi». A diferència de Smith, sostenia que l'interès immediat privada de les persones no donaria lloc al major benestar de la societat. La nació se situava entre l'individu i la humanitat, i estava definida per la seva llengua, costums, desenvolupament històric, cultura i la constitució. Aquesta unitat ha de ser la primera condició de seguretat, benestar, progrés i civilització de l'individu. Els interessos econòmics privats, com tots els altres, han d'estar subordinats al manteniment, la realització i l'enfortiment de la nació.

## Etapes del desenvolupament econòmic
List teoritzà que les nacions de zona temperada (que estan equipades amb totes les condicions necessàries) naturalment passen per etapes de desenvolupament econòmic en l'avanç del seu normal estat econòmic:
- vida pastoral
- agricultura
- unió d'agricultura i manufactura
- Combinació de l'agricultura, les manufactures i el comerç

El progrés de la nació a través d'aquestes etapes és la tasca de l'estat, que ha de crear les condicions necessàries per al progrés mitjançant l'ús de la legislació i l'acció administrativa. Aquest punt de vista condueix a la classificació de List de la política industrial. Tota nació ha de començar amb el lliure comerç, estimular i millorar el seu agricultura pel comerç amb les nacions més riques i conreades, important manufactures estrangeres i exportant matèries primeres. Quan és tan avançada econòmicament que pot fabricar per si mateixa ha d'utilitzar-se la protecció per tal de permetre que les indústries natives es desenvolupin, i salvar-les de ser dominades per la competència més forta de les indústries estrangeres al mercat intern. Quan les indústries nacionals han crescut prou en força perquè aquesta competència no sigui una amenaça, llavors l'etapa més alta de progrés s'ha aconseguit, el lliure comerç de nou hauria de ser la regla, i la nació podria perfectament ser incorporada a la unió industrial universal. El que una nació perd en l'intercanvi durant el període de protecció, ho supera en el llarg termini en força productiva. La despesa temporal és anàloga a la del cost de l'educació industrial de l'individu.
«En un miler de casos, el poder de l'Estat es veu obligat a imposar restriccions a la indústria privada. Evita que el propietari d'un buc embarqui esclaus en la costa occidental d'Àfrica i els porti a Amèrica. Imposa normes quant a la construcció de vaixells de vapor i les regles de navegació en el mar, amb la finalitat que els passatgers i mariners no pot ser sacrificats per l'avarícia i capritx dels capitans. ... A tot arreu considera l'Estat el seu deure de protegir el públic contra el perill i la pèrdues, com en la venda del necessari per la vida, així com en la venda de medicaments, etc.»
La conclusió pràctica a la que va arribar List per a Alemanya va ser que per al seu progrés econòmic li calia un territori extens i delimitat convenientment que arribés a la costa tant en el nord com en el sud, i una vigorosa expansió de la manufactura i el comerç; i que la forma d'arribar a l'anterior passava per una legislació assenyada de protecció amb una unió duanera que comprengués totes les terres alemanyes, i una Llei de Navegació alemanya. L'esperit nacional alemany, que lluitava per la seva independència i poder a través de la unió, i la indústria nacional, despertada de la seva letargia i amb ganes de recuperar el terreny perdut, van ser favorables per a l'èxit del llibre de List que va produir una gran sensació. Hàbilment va representar les tendències i demandes del seu temps al seu propi país; el seu treball va tenir l'efecte de fixar l'atenció, no només de les classes especulativa i oficials, sinó dels homes pràctics en general, sobre qüestions d'economia política; i foren les seves idees, sens dubte, el fonament econòmic de l'Alemanya moderna en la seva aplicació pel geni pràctic de Bismarck.
List va considerar que el Sistema Continental de Napoleó, destinat únicament a danyar Gran Bretanya durant una llarga i amarga guerra, havia estat de fet molt bo per a la indústria alemanya. Això era contrari al que creien els seguidors d'Adam Smith. Com va dir List:
| « | Em vaig adonar que la teoria popular no tenia en compte les nacions, sinó a tota la raça humana, d'una banda, o a l'individu per l'altra. Vaig veure clarament que la lliure competència entre dues nacions que són molt civilitzats només poden ser de benefici mutu en cas que ambdues estiguin en una posició gairebé igual de desenvolupament industrial, i que qualsevol nació que a causa de certes desgràcies estigui darrere d'altres en indústria, comerç i navegació ... abans de res ha d'enfortir els seus poders individuals, amb la finalitat d'estar en condicions per si mateixa d'entrar en lliure competència amb nacions més avançades. En una paraula, em vaig adonar de la distinció entre economia política i cosmopolita. | » |

L'argument de List era que Alemanya hauria de seguir les pràctiques angleses reals en lloc de les abstraccions de les doctrines de Smith:
| « | Si els anglesos haguessin deixat les coses per si mateixes --«Laissez faire, laissez aller», com la popular escola econòmica recomana -- els comerciants [alemanys] de Steelyard [base del comerç hanseàtic] encara estarien exercint la seva activitat a Londres, els belgues seguirien fabricant roba per als anglesos, Anglaterra seguiria sent el criador d'ovelles de la Lliga Hanseàtica, igual que Portugal es va convertir en la vinya d'Anglaterra, i ha romàs així fins als nostres dies, a causa dels estratagemes d'un diplomàtic astut. De fet, és més que probable que sense la seva [altament proteccionista] política comercial Anglaterra mai hauria arribat a l'alt grau de llibertat municipal i individual que ara posseeix, perquè aquesta llibertat és la filla de la indústria i la riquesa. | » |

## Ferrocarrils
List va ser el principal promotor dels ferrocarrils a Alemanya. Les seves propostes sobre com engegar un sistema es va adoptar àmpliament. Va resumir els avantatges que es derivarien del desenvolupament del sistema ferroviari en 1841:
- Com un mitjà de defensa nacional, facilita la concentració, la distribució i l'adreça de l'exèrcit.
- És un mitjà per a la millora de la cultura de la nació .... Porta talent, coneixements i habilitats de tota classe amb facilitat al mercat.
- Assegura la comunitat contra l'escassetat i la gana, i contra l'excessiva fluctuació dels preus de les coses necessàries de la vida.
- Promou l'esperit de la nació, ja que té una tendència a destruir l'esperit filisteu que sorgeix de l'aïllament i els prejudicis provincians i la vanitat. Uneix a les nacions per mitjà de lligaments, i promou l'intercanvi d'aliments i de productes bàsics, amb ho fa sentir el ser una unitat. Els rails es converteixen en un sistema nerviós que, d'una banda, reforcen l'opinió pública i, per un altre, reforcen el poder de l'estat per a propòsits policials i governamentals.[15]

## Llegat

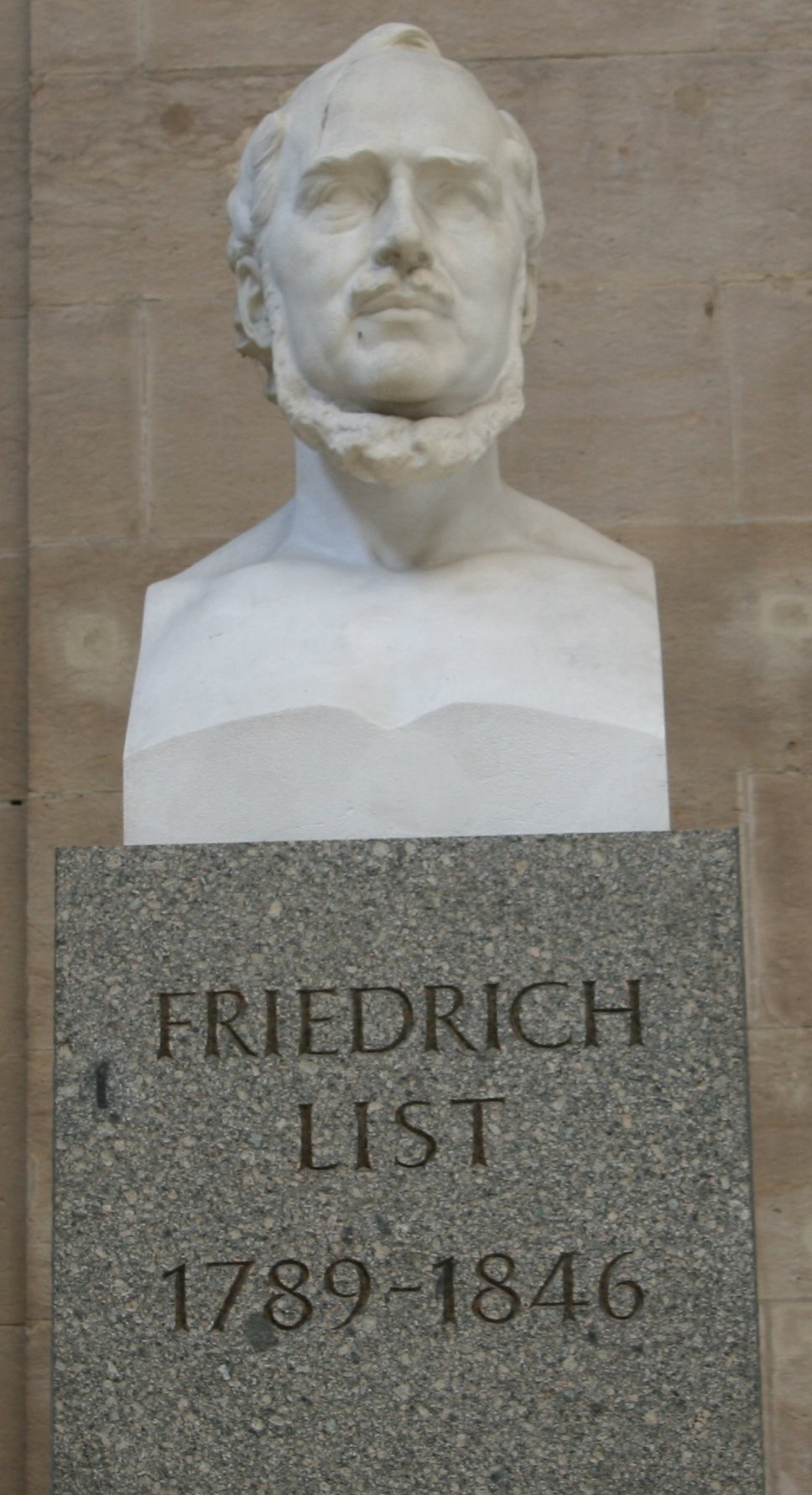
Estàtua commemorativa en l'estació principal de tren de Leipzig

El principal treball de List és Das System der Politischen Ökonomie (El Sistema Nacional d'Economia Política, 1841).
Abans de 1914, List i Marx eren els dos economistes i teòrics del desenvolupament alemanys més coneguts.
| « | «Aquest llibre ha estat traduït amb major freqüència que les obres de qualsevol altre economista alemany, amb excepció de Karl Marx». | » |

Se li atribueix la seva influència en el nacionalsocialisme a Alemanya, i les seves idees s'acrediten com la base de la Comunitat Econòmica Europea.
La seva influència entre les nacions en vies de desenvolupament ha estat considerable. Japó ha seguit el seu model. També s'ha argumentat que les polítiques de Deng Xiaoping, successor de Mao, s'inspiraren en List.
| « | Com Marx no estava interessat en la supervivència del sistema capitalista, no li preocupava realment la política econòmica, excepte en la mesura en què el moviment obrer n'estava involucrat. Allí el seu argument es concentrava en mesures per a limitar la durada de la jornada laboral i enfortir la capacitat de negociació sindical. La seva anàlisi estava a més limitat en gran mesura a la situació al principal país capitalista de la seva època, el Regne Unit, i no va tenir en compte els problemes de política pública d'altres països occidentals en la seva convergència amb el país avançat (com sí va fer Friedrich List). En la mesura en què Marx es referia a altres països, era principalment a països pobres que van ser víctimes de l'imperialisme occidental en l'època del capitalisme mercantil. | » |

Aquests dies, especialment economistes heterodoxos com Ha-Joon Chang i Erik Reinert, s'esmenten List, sovint explícitament, en escriure sobre les polítiques econòmiques adequades per als països en desenvolupament.